# Nationale Sluitingsprijs 2011
Il Nationale Sluitingsprijs 2011, settantottesima edizione della corsa, valido come evento dell'UCI Europe Tour 2011 categoria 1.1, si svolse l'11 ottobre 2011 per un percorso di 183,6 km. Fu vinto dal bielorusso Jaŭhen Hutarovič, al traguardo in 4h00'35" alla media di 45,7 km/h.
Furono 113 in totale i ciclisti che portarono a termine il percorso al traguardo di Putte.

## Ordine d'arrivo (Top 10)
| Pos. | Corridore           | Squadra         | Tempo    |
| ---- | ------------------- | --------------- | -------- |
| 1    | Jaŭhen Hutarovič    | FDJ             | 4h00'35" |
| 2    | Joeri Stallaert     | Landbouwkrediet | s.t.     |
| 3    | Wim Stroetinga      | Paesi Bassi     | s.t.     |
| 4    | Yoeri Havik         | Cycl. de Rijke  | s.t.     |
| 5    | Stefan van Dijk     | Veranda's Wil.  | s.t.     |
| 6    | Steve Schets        | Donckers Kof.   | s.t.     |
| 7    | Kenny van Hummel    | Skil-Shimano    | s.t.     |
| 8    | Frederique Robert   | Quickstep       | s.t.     |
| 9    | Michaël Van Staeyen | Topsport Vl.    | s.t.     |
| 10   | Jonas Van Genechten | Wallonie Brux.  | s.t.     |